# Mike Portnoy: Liquid Drum Theater
Mike Portnoy: Liquid Drum Theater, lançado em 2001, com 190 minutos de duração, é uma vídeo-aula onde Mike Portnoy fala sobre as suas experiências, os seus projetos ao longo da carreira e explica algumas das suas técnicas que fazem do seu estilo um estilo único. 
DVD duplo, o disco 1 é voltado completamente para um de seus projetos paralelos, o Liquid Tension Experiment. Portnoy fala sobre o começo do projeto (onde e como foi gravado), executa trechos de músicas do Liquid Tension Experiment 1 e do Liquid Tension Experiment 2 e ensina as principais viradas, explicando teoricamente. 
Já o disco 2 é voltado completamente para o Dream Theater. Novamente, ele fala da banda, das gravações e também mostra na práticas suas levadas de músicas do disco Metropolis 2 - Scenes From A Memory e Falling Into Infinity.
Ao longo dos dois discos, existem trechos de shows do Dream Theater, do Liquid Tension Experiment, e workshops.
É uma vídeo-aula extremamente didática, não voltado para iniciantes, e ganhou vários prémios de revistas conceituadas como Modern Drummer e Drum Magazine.

## Faixas
| DVD - DVD 1 - Liquid Tension Experiment 1. Intro [1:16] 2. Acid Rain [1:43] 3. Millbrook Studios [3:31] 4. Paradigm Shift [3:50] 5. When the Water Breaks [5:48] 6. Biaxident [10:34] 7. Chris & Kevin's Excellent Adventure [3:37] 8. Mike & Tony Live Improv Jam [3:37] 9. Another Dimension [3:37] 10. LTE Live Improv Jam [6:32] 11. Universal Mind [7:31] 12. Drum Solo [7:31] - DVD 2- Dream Theater 1. Intro [:57] 2. New Millennium [4:47] 3. Hell's Kitchen [4:43] 4. Home [2:47] 5. Live Drum Solo 1995 [11:12] 6. Double Bass Drum [11:12] 7. Fatal Tragedy [11:12] 8. Shrink and Grow [:00] 9. Odd Time Signatures [9:43] 10. Dance of Eternity [:56] 11. Chart [2:44] 12. Misc. Live Drum Solo 1998 [6:39] |